# Aralchilammina N-acetiltransferasi
La aralchilammina N-acetiltransferasi è un enzima appartenente alla classe delle transferasi, che catalizza la seguente reazione:
acetil-CoA + una 2-ariletilammina ⇄ CoA + una N-acetil-2-ariletilammina
L'enzima presenta stretta specificità per le 2-ariletilammine, tra cui la serotonina (5-idrossitriptammina), la triptammina, la 5-metossitriptammina e feniletilammina. 
Si tratta del penultimo enzima coinvolto nella produzione di melatonina (5-metossi-N-acetiltriptammina) e controlla la sua sintesi. È diverso dalla arilammina N-acetiltransferasi (numero EC 2.3.1.5).